# Sunburn
Singles de Muse
Muscle Museum
(1999) Unintended
(2000)
Pistes de Showbiz
Muscle Museum
(2)
Sunburn est une chanson du groupe de rock britannique Muse, 4e single extrait de leur premier album Showbiz, sorti le 21 février 2000. Il s'est classé 22e du classement de l'UK Singles Chart, dépassant de 21 places le précédent single Muscle Museum.

## Autour du morceau
Alors que le groupe s'attelait à la réalisation de ce premier album, le riff de Sunburn était entièrement joué à la guitare ; « ça manquait un peu de consistance, et dans la mesure où c'était une de mes chansons préférées, je voulais que l'ensemble se tienne, raconte Matthew Bellamy, principal compositeur du morceau, dans une interview au magazine Keyboard. Ainsi, John Leckie, notre producteur, a eu cette idée de retranscrire la guitare au piano. Plusieurs années s'étaient écoulées sans que je joue de cet instrument, et j'ai dû passer deux ou trois jours à m'entraîner sur Sunburn, qui est un morceau pourtant très simple. A l'enregistrement, il sonnait un peu comme une BO de Philip Glass. Je pense que c'est à ce moment-là que le piano m'est redevenu familier ».
Il semblerait que Chris Martin, leader du groupe Coldplay, s'en soit inspiré pour la composition de la chanson Clocks.
"Sunburn" a été ajouté à la liste de lecture C de Radio 1 le 31 janvier 2000 ou peu avant. La version live de "Sunburn" présentée en face B a été enregistrée à Vienne le 20 décembre 1999 et est jouée entièrement à la guitare au lieu du piano. La version live de Uno (chanson) sur le CD2 a été enregistrée le 4 octobre 1999 au Sound Republic à Londres pour la radio Xfm Manchester. Les 2 b-sides "Ashamed" et "Yes Please" ont été remasterisés sur la compilation Hullabaloo sorti en 2002 et Yes Please est aussi apparu sur la compilation Random 1–8 sorti en 2000. La version acoustique qui est la face b de la sortie vinyle a été enregistrée à partir d'une session radio en direct sur l'émission KCRW Morning Eclectic ou le 3 août 1999. "Unintended" et "Muscle Museum" enregistrés à partir de cette session radio ont été présentés sur un US CD promotionnel pour "Cave".

## Clip musical
La vidéo attachée à ce single commence dans un salon, où un garçon et sa baby-sitter regardent la télé. Cette dernière (incarnée par la jeune Brooke Kinsella) jette un œil au petit avant de monter à l'étage, puis de pénétrer dans ce qui semble être le placard de la chambre des parents. Alors qu'elle fouille dans les poches des vêtements, Matthew Bellamy et Christopher Wolstenholme apparaissent soudain dans les miroirs des portes poussées par la jeune fille, trop occupée pour leur prêter attention. Cependant, une ombre derrière elle attire son attention, et elle se retourne brusquement vers le miroir principal alors que la silhouette disparait. 
Elle se dirige vers la glace tout en enfilant un collier de perles, et son air d'abord satisfait se transforme soudain en stupéfaction lorsqu'elle voit enfin Matthew dans la glace, en train de jouer derrière elle. Elle se retourne pour le voir en face, mais il n'est pas dans la pièce ; il apparait uniquement dans le miroir, et est rejoint par Christopher et Dominic. 
L'étonnement de la jeune fille se transforme peu à peu en terreur, et elle finit par lancer un vase en direction du visage de Bellamy. En bas, le jeune garçon, surement alerté par le bruit, emprunte à son tour les escaliers et pénètre dans la chambre. Il passe devant la vitre brisée, et se détourne brusquement lorsque la jeune fille apparait dans le miroir. Muse a disparu, et elle se retrouve à leur place, comme "piégée" dans la glace.

## Formats et Pistes
| 1. | Sunburn (Version Album)      | 3:54 |
| 2. | Sunburn (Version Acoustique) | 4:15 |

| 1. | Sunburn (Version Album) | 3:54 |
| 2. | Ashamed                 | 3:47 |
| 3. | Sunburn (Version Live)  | 3:49 |

Total : 11:12
| 1. | Sunburn (Version Album) | 3:54 |
| 2. | Yes Please              | 3:06 |
| 3. | Uno (Version Live)      | 3:49 |

Total : 10:25
| 1. | Sunburn (Version Radio)      | 3:33 |
| 2. | Ashamed                      | 3:47 |
| 3. | Sunburn (Version Acoustique) | 4:15 |
| 4. | Uno (Version Live)           | 3:49 |

| 1. | Sunburn (Timo Maas Sunstroke Remix)  | 6:44 |
| 2. | Sunburn (Timo Maas Breakz Again Mix) | 5:27 |
| 3. | Sunburn (Steven McCreery Remix)      | 7:49 |